# Dromen durven delen
Dromen durven delen is het studioalbum van Marco Borsato uit 2010. Het is zijn eerste album na alle zorgen over faillissementen en malversaties bij The Entertainment Group. Borsato moet weer van voor af aan beginnen. Op donderdag 11 november 2010 was er een luistersessie in Theater Carré voor intimi, verstokte fans en pers (presentatie: Humberto Tan) en in de week daaropvolgend was de plaat te beluisteren op Radio 2. Tegelijkertijd verschenen er artikelen op de website van de De Telegraaf met toelichting op sommige liedjes.
Het album verscheen in twee versies, een limited edition met een 3-D-hoes en een versie in een normaal compact discdoosje. 
Het album is in Nederland 4x Platina, in België 2x Platina.

## Muziek
| Nr. | Titel                                    | Duur |
| --- | ---------------------------------------- | ---- |
| 1.  | Dichtbij                                 |      |
| 2.  | Als rennen geen zin meer heeft           |      |
| 3.  | Zwart en wit                             |      |
| 4.  | Branden aan de zon                       |      |
| 5.  | Niemand weet                             |      |
| 6.  | Vrij (met Lange Frans)                   |      |
| 7.  | Het donker                               |      |
| 8.  | Waterkant                                |      |
| 9.  | Droom, durf, doe en deel                 |      |
| 10. | Duizend scherven (met Laura Jansen)      |      |
| 11. | Kerstmis                                 |      |
| 12. | Al die tijd                              |      |
| 13. | Schouder aan schouder (met Guus Meeuwis) |      |

De verkoop van het album ging goed; op 26 november 2010 waren er 100.000 van verkocht en kreeg hij dubbel platina uitgereikt in The voice of Holland, op 16 december 2010 werd bekend dat er een derde platina bij kwam; de teller stond op 150.000 stuks tijdens een uitreiking bij Pauw en Witteman. De singles Dichtbij en Kom maar op/Vrij behaalden geen hoge hitnoteringen.

## Hitnoteringen

### NederlandseAlbum Top 100
| Hitnotering: (Week 1 t/m 44) 27-11-2010 t/m 24-09-2011 Hitnotering: (Week 45 t/m 66) 08-10-2011 t/m 03-03-2012 Hitnotering: (Week 67 t/m 69) 21-04-2012 t/m 05-05-2012 | Hitnotering: (Week 1 t/m 44) 27-11-2010 t/m 24-09-2011 Hitnotering: (Week 45 t/m 66) 08-10-2011 t/m 03-03-2012 Hitnotering: (Week 67 t/m 69) 21-04-2012 t/m 05-05-2012 | Hitnotering: (Week 1 t/m 44) 27-11-2010 t/m 24-09-2011 Hitnotering: (Week 45 t/m 66) 08-10-2011 t/m 03-03-2012 Hitnotering: (Week 67 t/m 69) 21-04-2012 t/m 05-05-2012 | Hitnotering: (Week 1 t/m 44) 27-11-2010 t/m 24-09-2011 Hitnotering: (Week 45 t/m 66) 08-10-2011 t/m 03-03-2012 Hitnotering: (Week 67 t/m 69) 21-04-2012 t/m 05-05-2012 | Hitnotering: (Week 1 t/m 44) 27-11-2010 t/m 24-09-2011 Hitnotering: (Week 45 t/m 66) 08-10-2011 t/m 03-03-2012 Hitnotering: (Week 67 t/m 69) 21-04-2012 t/m 05-05-2012 | Hitnotering: (Week 1 t/m 44) 27-11-2010 t/m 24-09-2011 Hitnotering: (Week 45 t/m 66) 08-10-2011 t/m 03-03-2012 Hitnotering: (Week 67 t/m 69) 21-04-2012 t/m 05-05-2012 | Hitnotering: (Week 1 t/m 44) 27-11-2010 t/m 24-09-2011 Hitnotering: (Week 45 t/m 66) 08-10-2011 t/m 03-03-2012 Hitnotering: (Week 67 t/m 69) 21-04-2012 t/m 05-05-2012 | Hitnotering: (Week 1 t/m 44) 27-11-2010 t/m 24-09-2011 Hitnotering: (Week 45 t/m 66) 08-10-2011 t/m 03-03-2012 Hitnotering: (Week 67 t/m 69) 21-04-2012 t/m 05-05-2012 | Hitnotering: (Week 1 t/m 44) 27-11-2010 t/m 24-09-2011 Hitnotering: (Week 45 t/m 66) 08-10-2011 t/m 03-03-2012 Hitnotering: (Week 67 t/m 69) 21-04-2012 t/m 05-05-2012 | Hitnotering: (Week 1 t/m 44) 27-11-2010 t/m 24-09-2011 Hitnotering: (Week 45 t/m 66) 08-10-2011 t/m 03-03-2012 Hitnotering: (Week 67 t/m 69) 21-04-2012 t/m 05-05-2012 | Hitnotering: (Week 1 t/m 44) 27-11-2010 t/m 24-09-2011 Hitnotering: (Week 45 t/m 66) 08-10-2011 t/m 03-03-2012 Hitnotering: (Week 67 t/m 69) 21-04-2012 t/m 05-05-2012 | Hitnotering: (Week 1 t/m 44) 27-11-2010 t/m 24-09-2011 Hitnotering: (Week 45 t/m 66) 08-10-2011 t/m 03-03-2012 Hitnotering: (Week 67 t/m 69) 21-04-2012 t/m 05-05-2012 | Hitnotering: (Week 1 t/m 44) 27-11-2010 t/m 24-09-2011 Hitnotering: (Week 45 t/m 66) 08-10-2011 t/m 03-03-2012 Hitnotering: (Week 67 t/m 69) 21-04-2012 t/m 05-05-2012 | Hitnotering: (Week 1 t/m 44) 27-11-2010 t/m 24-09-2011 Hitnotering: (Week 45 t/m 66) 08-10-2011 t/m 03-03-2012 Hitnotering: (Week 67 t/m 69) 21-04-2012 t/m 05-05-2012 | Hitnotering: (Week 1 t/m 44) 27-11-2010 t/m 24-09-2011 Hitnotering: (Week 45 t/m 66) 08-10-2011 t/m 03-03-2012 Hitnotering: (Week 67 t/m 69) 21-04-2012 t/m 05-05-2012 | Hitnotering: (Week 1 t/m 44) 27-11-2010 t/m 24-09-2011 Hitnotering: (Week 45 t/m 66) 08-10-2011 t/m 03-03-2012 Hitnotering: (Week 67 t/m 69) 21-04-2012 t/m 05-05-2012 | Hitnotering: (Week 1 t/m 44) 27-11-2010 t/m 24-09-2011 Hitnotering: (Week 45 t/m 66) 08-10-2011 t/m 03-03-2012 Hitnotering: (Week 67 t/m 69) 21-04-2012 t/m 05-05-2012 | Hitnotering: (Week 1 t/m 44) 27-11-2010 t/m 24-09-2011 Hitnotering: (Week 45 t/m 66) 08-10-2011 t/m 03-03-2012 Hitnotering: (Week 67 t/m 69) 21-04-2012 t/m 05-05-2012 | Hitnotering: (Week 1 t/m 44) 27-11-2010 t/m 24-09-2011 Hitnotering: (Week 45 t/m 66) 08-10-2011 t/m 03-03-2012 Hitnotering: (Week 67 t/m 69) 21-04-2012 t/m 05-05-2012 | Hitnotering: (Week 1 t/m 44) 27-11-2010 t/m 24-09-2011 Hitnotering: (Week 45 t/m 66) 08-10-2011 t/m 03-03-2012 Hitnotering: (Week 67 t/m 69) 21-04-2012 t/m 05-05-2012 | Hitnotering: (Week 1 t/m 44) 27-11-2010 t/m 24-09-2011 Hitnotering: (Week 45 t/m 66) 08-10-2011 t/m 03-03-2012 Hitnotering: (Week 67 t/m 69) 21-04-2012 t/m 05-05-2012 |
| Week: | 1 | 2 | 3 | 4 | 5 | 6 | 7 | 8 | 9 | 10 | 11 | 12 | 13 | 14 | 15 | 16 | 17 | 18 | 19 | 20 |
| --- | --- | --- | --- | --- | --- | --- | --- | --- | --- | --- | --- | --- | --- | --- | --- | --- | --- | --- | --- | --- |
| Positie: | 1 | 1 | 1 | 2 | 1 | 2 | 3 | 1 | 6 | 5 | 7 | 7 | 7 | 8 | 8 | 20 | 19 | 21 | 15 | 15 |
| Week: | 21 | 22 | 23 | 24 | 25 | 26 | 27 | 28 | 29 | 30 | 31 | 32 | 33 | 34 | 35 | 36 | 37 | 38 | 39 | 40 |
| Positie: | 11 | 19 | 24 | 17 | 6 | 3 | 17 | 18 | 40 | 43 | 48 | 42 | 47 | 56 | 64 | 54 | 70 | 62 | 49 | 81 |
| Week: | 41 | 42 | 43 | 44 | | 45 | 46 | 47 | 48 | 49 | 50 | 51 | 52 | 53 | 54 | 55 | 56 | 57 | 58 | 59 |
| Positie: | 66 | 66 | 79 | 84 | uit | 81 | 94 | 91 | 96 | 95 | 86 | 89 | 99 | 95 | 95 | 91 | 83 | 65 | 54 | 50 |
| Week: | 60 | 61 | 62 | 63 | 64 | 65 | 66 | | 67 | 68 | 69 | | | | | | | | | |
| Positie: | 52 | 55 | 70 | 72 | 39 | 94 | 94 | uit | 67 | 77 | 80 | uit | | | | | | | | |

### VlaamseUltratop 100Albums
| Hitnotering: (Week 1 t/m 46) 27-11-2010 t/m 08-10-2011 Hitnotering: (Week 47) 26-05-2018 | Hitnotering: (Week 1 t/m 46) 27-11-2010 t/m 08-10-2011 Hitnotering: (Week 47) 26-05-2018 | Hitnotering: (Week 1 t/m 46) 27-11-2010 t/m 08-10-2011 Hitnotering: (Week 47) 26-05-2018 | Hitnotering: (Week 1 t/m 46) 27-11-2010 t/m 08-10-2011 Hitnotering: (Week 47) 26-05-2018 | Hitnotering: (Week 1 t/m 46) 27-11-2010 t/m 08-10-2011 Hitnotering: (Week 47) 26-05-2018 | Hitnotering: (Week 1 t/m 46) 27-11-2010 t/m 08-10-2011 Hitnotering: (Week 47) 26-05-2018 | Hitnotering: (Week 1 t/m 46) 27-11-2010 t/m 08-10-2011 Hitnotering: (Week 47) 26-05-2018 | Hitnotering: (Week 1 t/m 46) 27-11-2010 t/m 08-10-2011 Hitnotering: (Week 47) 26-05-2018 | Hitnotering: (Week 1 t/m 46) 27-11-2010 t/m 08-10-2011 Hitnotering: (Week 47) 26-05-2018 | Hitnotering: (Week 1 t/m 46) 27-11-2010 t/m 08-10-2011 Hitnotering: (Week 47) 26-05-2018 | Hitnotering: (Week 1 t/m 46) 27-11-2010 t/m 08-10-2011 Hitnotering: (Week 47) 26-05-2018 | Hitnotering: (Week 1 t/m 46) 27-11-2010 t/m 08-10-2011 Hitnotering: (Week 47) 26-05-2018 | Hitnotering: (Week 1 t/m 46) 27-11-2010 t/m 08-10-2011 Hitnotering: (Week 47) 26-05-2018 | Hitnotering: (Week 1 t/m 46) 27-11-2010 t/m 08-10-2011 Hitnotering: (Week 47) 26-05-2018 | Hitnotering: (Week 1 t/m 46) 27-11-2010 t/m 08-10-2011 Hitnotering: (Week 47) 26-05-2018 | Hitnotering: (Week 1 t/m 46) 27-11-2010 t/m 08-10-2011 Hitnotering: (Week 47) 26-05-2018 | Hitnotering: (Week 1 t/m 46) 27-11-2010 t/m 08-10-2011 Hitnotering: (Week 47) 26-05-2018 | Hitnotering: (Week 1 t/m 46) 27-11-2010 t/m 08-10-2011 Hitnotering: (Week 47) 26-05-2018 | Hitnotering: (Week 1 t/m 46) 27-11-2010 t/m 08-10-2011 Hitnotering: (Week 47) 26-05-2018 | Hitnotering: (Week 1 t/m 46) 27-11-2010 t/m 08-10-2011 Hitnotering: (Week 47) 26-05-2018 | Hitnotering: (Week 1 t/m 46) 27-11-2010 t/m 08-10-2011 Hitnotering: (Week 47) 26-05-2018 |
| Week:                                                                                    | 1                                                                                        | 2                                                                                        | 3                                                                                        | 4                                                                                        | 5                                                                                        | 6                                                                                        | 7                                                                                        | 8                                                                                        | 9                                                                                        | 10                                                                                       | 11                                                                                       | 12                                                                                       | 13                                                                                       | 14                                                                                       | 15                                                                                       | 16                                                                                       | 17                                                                                       | 18                                                                                       | 19                                                                                       | 20                                                                                       |
| ---------------------------------------------------------------------------------------- | ---------------------------------------------------------------------------------------- | ---------------------------------------------------------------------------------------- | ---------------------------------------------------------------------------------------- | ---------------------------------------------------------------------------------------- | ---------------------------------------------------------------------------------------- | ---------------------------------------------------------------------------------------- | ---------------------------------------------------------------------------------------- | ---------------------------------------------------------------------------------------- | ---------------------------------------------------------------------------------------- | ---------------------------------------------------------------------------------------- | ---------------------------------------------------------------------------------------- | ---------------------------------------------------------------------------------------- | ---------------------------------------------------------------------------------------- | ---------------------------------------------------------------------------------------- | ---------------------------------------------------------------------------------------- | ---------------------------------------------------------------------------------------- | ---------------------------------------------------------------------------------------- | ---------------------------------------------------------------------------------------- | ---------------------------------------------------------------------------------------- | ---------------------------------------------------------------------------------------- |
| Positie:                                                                                 | 1                                                                                        | 1                                                                                        | 1                                                                                        | 1                                                                                        | 1                                                                                        | 1                                                                                        | 1                                                                                        | 1                                                                                        | 1                                                                                        | 3                                                                                        | 3                                                                                        | 3                                                                                        | 3                                                                                        | 3                                                                                        | 6                                                                                        | 13                                                                                       | 14                                                                                       | 15                                                                                       | 28                                                                                       | 23                                                                                       |
| Week:                                                                                    | 21                                                                                       | 22                                                                                       | 23                                                                                       | 24                                                                                       | 25                                                                                       | 26                                                                                       | 27                                                                                       | 28                                                                                       | 29                                                                                       | 30                                                                                       | 31                                                                                       | 32                                                                                       | 33                                                                                       | 34                                                                                       | 35                                                                                       | 36                                                                                       | 37                                                                                       | 38                                                                                       | 39                                                                                       | 40                                                                                       |
| Positie:                                                                                 | 33                                                                                       | 40                                                                                       | 47                                                                                       | 54                                                                                       | 32                                                                                       | 38                                                                                       | 3                                                                                        | 31                                                                                       | 43                                                                                       | 38                                                                                       | 60                                                                                       | 67                                                                                       | 91                                                                                       | 93                                                                                       | 73                                                                                       | 67                                                                                       | 67                                                                                       | 54                                                                                       | 56                                                                                       | 77                                                                                       |
| Week:                                                                                    | 41                                                                                       | 42                                                                                       | 43                                                                                       | 44                                                                                       | 45                                                                                       | 46                                                                                       |                                                                                          | 47                                                                                       |                                                                                          |                                                                                          |                                                                                          |                                                                                          |                                                                                          |                                                                                          |                                                                                          |                                                                                          |                                                                                          |                                                                                          |                                                                                          |                                                                                          |
| Positie:                                                                                 | 64                                                                                       | 68                                                                                       | 65                                                                                       | 68                                                                                       | 76                                                                                       | 74                                                                                       | uit                                                                                      | 172                                                                                      | uit                                                                                      |                                                                                          |                                                                                          |                                                                                          |                                                                                          |                                                                                          |                                                                                          |                                                                                          |                                                                                          |                                                                                          |                                                                                          |                                                                                          |